# Schmidopsyche rossi
Schmidopsyche rossi (лат.) — вид ручейников, единственный в составе рода Schmidopsyche из семейства гидропсихиды (Hydropsychidae) подотряда Annulipalpia.

## Распространение
Индия.

## Описание
Средней величины ручейники, длина тела около 1 см. Самка значительно крупнее самца. Усики толстые, примерно вдвое короче передних крыльев. Максиллярные щупики самца и самки одинаковой толщины и длины; сегменты II, III и IV одинаковой длины; I сегмент вдвое короче II сегмента; сегмент V значительно короче суммы сегментов I – IV. Темя с 6-7 щетинковидными бородавками; сетчатый рисунок бородавки. Максиллярные и губные щупики покрыты короткими щетинками; без острых и длинных щетинок; небольшая группа щетинок среднего размера присутствует на дорсальной и дорсомезальной области II сегмента щупиков. Проэпистернум с щетинковой бородавкой. Мезотибия и мезотарзус самок широкие, уплощённые, с длинными краевыми щетинками для плавания. Шпоры развитые, формула шпоры 144 у самцов, 244 у самок; шпоры длинные, у самок широкие. Претарзальные коготки сексуально диморфичные: у самок очень длинные и симметричные; у самцов асимметричны, на передних конечностях с боков окаймлены пучком щетинок, на средней и задней ногах симметричны и длинные.

## Систематика
Вид и род были впервые выделены в 2008 году венгерским энтомологом János Oláh (Department of Environmental Management, Tessedik College, Сарваш, Венгрия) с коллегами по типовому виду Schmidopsyche rossi. Этот род принадлежит к родовому кластеру Hydropsyche и тесно связан с Hydropsyche. Для рода характерно наличие колючего переднего крыла с длинными, прямостоячими и жесткими щетинками, расположенными рядами. Он также имеет уникальную комбинацию четырех первичных родовых признаков у самцов: наличие проэпистернальной бородавки; поперечная жила переднего крыла m-cu, расположенная дистальнее поперечной жилки cu; имеется поперечная жилка m-cu заднего крыла; имеются вилки 1, 2, 3 и 5 задних крыльев. Необычная комбинация 3 производных первичных родовых признаков присутствует у самцов: отростчатые преанальные придатки отсутствуют; медиальная ячейка заднего крыла открыта; и формула шпор (1-2), 4, 4. Для этого рода характерен ярко выраженный половой диморфизм: они сильно различается по размеру тела, количеству щетинистых бородавок и рисунку на вертексе, формуле шпор, голенных и тарзальных сегментах средней ноги, претарзальным коготкам и различному жилкованию крыльев. Помимо этого ярко выраженного полового диморфизма, имеется редукция тела, крыльев и гениталий, что отличает этот род от всех других Hydropsychinae.